# Christophe Lévêque
Christophe Lévêque (Saint-Ouen-sur-Seine, 11 de febrero de 1973) es un deportista francés que compitió en ciclismo en la modalidad de BMX. Ganó seis medallas en el Campeonato Mundial de Ciclismo BMX entre los años 1997 y 2001.

## Palmarés internacional
| Campeonato Mundial | Campeonato Mundial          | Campeonato Mundial | Campeonato Mundial |
| Año                | Lugar                       | Medalla            | Competición        |
| ------------------ | --------------------------- | ------------------ | ------------------ |
| 1997               | Saskatoon (Canadá)          | Medalla de oro     | Cruiser            |
| 1998               | Melbourne (Australia)       | Medalla de oro     | Cruiser            |
| 1999               | Vallet (Francia)            | Medalla de oro     | Cruiser            |
| 1999               | Vallet (Francia)            | Medalla de plata   | Carrera            |
| 2000               | Córdoba (Argentina)         | Medalla de plata   | Carrera            |
| 2001               | Louisville (Estados Unidos) | Medalla de oro     | Cruiser            |